# 屏山岩
屏山岩，位于中国广东省汕头市南澳县深澳镇后花园村，现为南澳县文物保护单位，类型为古建筑，公布时间为1999年9月24日。
屏山岩的历史年代为清代。